# TMS34010
TMS34010 byl absolutně prvním jednočipovým grafickým procesorem, který byl navržen pro výraznější zrychlení 2D grafiky na osobních počítačích a pracovních stanicích. Autorem revolučního grafického procesoru byla americká firma Texas Instruments, které se podařilo dokončit prototyp procesoru během prosince 1985.
TMS34010 byl programovatelný plně 32bitový procesor s adresovým prostorem 128 MB RAM a rychlou vyrovnávací cache pamětí 256 Byte. Doba jeho cyklu byla - 132, 160 nebo 200 ns v závislosti na typu grafické karty. Procesor měl 30 univerzálních 32bitových registrů rozdělených do dvou symetrických skupin. Přídavný grafický adresový prostor umožňoval pracoval s pixely o velikosti 1, 2, 4, 8 nebo 16 bitů.